# Фенантрен
Фенантре́н — (трицикло-[8.4.0.02,7]-тетрадека-1,3,5,7,9,11,13-гептаен) — органическое вещество; трициклический ароматический углеводород. В больших концентрациях ядовит. Относится ко II классу опасности.

## Свойства
Фенантрен представляет собой блестящие бесцветные кристаллы. Не растворяется в воде, растворяется в органических растворителях (диэтиловом эфире, бензоле, хлороформе, метаноле, уксусной кислоте). Растворы фенантрена флуоресцируют голубым цветом.
По химическим свойствам напоминает нафталин: 
- при действии хлора и брома образует соответствующие 9,10-дигалогенфенантрены
- нитруется с образованием 9-, 1- и 3-нитрофенантренов
- сульфируется до 2-, 3- и 9-фенантренсульфокислот
- восстанавливается натрием в амиловом спирте до 9,10-дигидрофенантрена и далее до тетрантрена
- окисляется до фенантрен-9,10-хинона

## Нахождение фенантрена в природе
Содержится в каменноугольной смоле вместе со своим линейным изомером антраценом. Производные фенантрена широко распространены в живой природе (стероиды, алкалоиды группы морфина). 
Виды растений, богатые производными фенантрена, в основном включают семейства орхидных, ситниковых, диоскорейных и лавровых. Из природных растений выделено более 500 производных фенантрена.

## Применение
Фенантрен применяется при производстве красителей. Является стабилизатором взрывчатых веществ.
Производные фенантренов используются в традиционной китайской медицине. Фенантрены, извлеченные из натуральных продуктов, имеют следующие медицинские свойства: противовоспалительное, антибактериальное, спазмолитическое, противоаллергическое и антитромбоцитарное действие.

## Влияние на здоровье
В исследовании 2010 года Стивена С. Хехта (Stephen S. Hecht) и его коллег было показано, что фенантрен, содержащийся в сигаретном дыме, может разрушать ДНК после попадания в кровь.
Исследование в 2022 году показало, что в комнате с компьютером уровни содержания в воздухе полициклических ароматических углеводородов (ПАУ) были в 2—2,5 раз выше, чем на открытом воздухе или в помещении без компьютера. Преобладающими были такие токсичные вещества как нафталин и фенантрен.